# Fox NASCAR

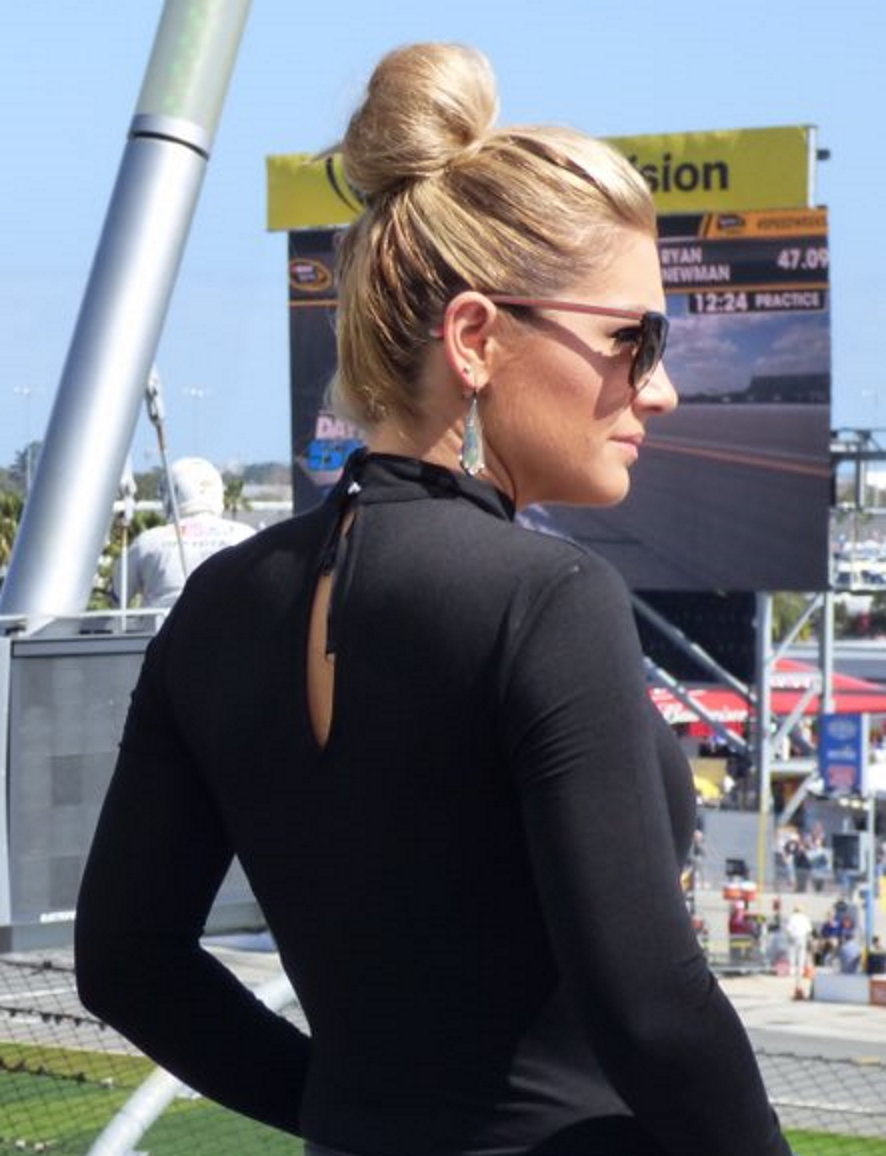
La journaliste américaine Danielle Trotta au Daytona International Speedway, célèbre circuit accueillant notamment le Daytona 500, une des plus prestigieuses courses de NASCAR, en 2016.

Fox NASCAR, également connue sous le nom de NASCAR on Fox, est une émission de télévision américaine qui couvre les courses automobiles de la NASCAR sur le réseau Fox.